# Gare de Ménil-Flin
La gare de Ménil-Flin est une gare ferroviaire française de la ligne de Lunéville à Saint-Dié, située sur le territoire de la commune de  Flin dans le département de Meurthe-et-Moselle en région Grand Est.
Elle est mise en service en 1864 par la Compagnie des chemins de fer de l'Est.
C'est une halte voyageurs de la Société nationale des chemins de fer français (SNCF), desservie par des trains TER Grand Est.

## Situation ferroviaire
Établie à 259 mètres d'altitude, la gare de Ménil-Flin est située au point kilométrique (PK) 400,596 de la ligne de Lunéville à Saint-Dié (voie unique), entre les gares de Chenevières et d'Azerailles.

## Histoire
La halte de Ménil-Flin est mise en service le 17 mai 1864 par la Compagnie des chemins de fer de l'Est, lorsqu'elle ouvre à l'exploitation la section de Lunéville à  Raon-l'Étape - Laneuveville.

## Fréquentation
De 2015 à 2024, selon les estimations de la SNCF, la fréquentation annuelle de la gare s'élève aux nombres indiqués dans le tableau ci-dessous.
| Année     | 2015  | 2016  | 2017  | 2018  | 2019  | 2020 | 2021  | 2022  | 2023  | 2024  |
| --------- | ----- | ----- | ----- | ----- | ----- | ---- | ----- | ----- | ----- | ----- |
| Voyageurs | 2 019 | 2 072 | 2 643 | 1 567 | 1 094 | 935  | 1 341 | 1 946 | 2 760 | 2 140 |

## Service des voyageurs

### Accueil
Halte SNCF, c'est un point d'arrêt non géré (PANG) à accès libre.

### Desserte
Ménil-Flin est desservie par des trains TER Grand Est de la relation de Nancy à Saint-Dié-des-Vosges.